# Хопов, Павел Сергеевич
Павел Сергеевич Хопов (4 июля 1909, Солигаличский район, Костромская губерния — 26 августа 1993, Большой Починок, Костромская область) — командир отделения 731-го стрелкового полка (205-я стрелковая дивизия, вначале 26-я армия, Карельский фронт, затем 19-я армия, 2-й Белорусский фронт), старший сержант. Полный кавалер Ордена Славы.

## Биография
Павел Сергеевич Хопов родился в деревне Малышкино Солигаличского уезда Костромской губернии (в настоящее время Солигаличский район Костромской области). Получил начальное образование, работал в колхозе, был председателем колхоза.
В сентябре 1941 года Солигаличским райвоенкоматом Ярославской области был призван в ряды Красной армии. На фронтах Великой Отечественной войны с того же времени.
В боях по разгрому гарнизона противника «Норвегия» возле посёлка Кестеньга 25—27 июня 1944 года, когда вышел из строя командир взвода, старший сержант Хопов принял командование взводом на себя. Увлекая бойцов в атаку он первым ворвался в траншеи противника, чем обеспечил успех боя. Когда на раненого красноармейца набросился с ножом солдат противника, Хопов, хотя и сам был ранен, бросился на помощь, скрутил солдата и доставил пленного в штаб. Приказом по 205 стрелковой дивизии от 8 августа 1944 года он был награждён орденом Славы 3-й степени.
На шоссе Кестеньга — Куусамо 20 сентября 1944 года, действуя со своим отделением, старший сержант Хопов атаковал арьергард противника. Первым ворвался в расположение противника на шоссейной дороге, увлекая бойцов личным примером. В результате боя было уничтожено 12 солдат противника, он подорвал пушку и автомашину. Приказом по 19-й армии от 22 февраля 1945 года он был награждён орденом Славы 2-й степени.
В наступательных боях в районе Гдыни 29 марта 1945 года старший сержант Хопов, командуя отделением, при атаке населённого пункта под сильным артиллерийским и ружейно-пулемётным огнём, первым ворвался в него и уничтожил двух солдат противника. В этом бою Хопов был ранен, но поле боя покинул только после занятия населённог пункта. Указом Президиума Верховного Совета СССР от 29 июня 1945 года он был награждён орденом Славы 1-й степени.
В ноябре 1945 года старший сержант Хопов был демобилизован. Вернулся на родину. в 1945—1952 годах работал председателем колхоза, затем бригадиром строительной бригады. Жил в деревне Починок
В 1985 году в ознаменование 40-летия Победы он был награждён орденом Отечественной войны 1-й степени.
Скончался Павел Сергеевич Хопов 26 августа 1993 года.

## Память
- Похоронен на кладбище села Корцово.